# Cardiocondyla elegans
Cardiocondyla elegans — вид мурашок роду Cardiocondyla.

## Поширення
Вид поширений в Південній і Східній Європі, у Туреччині і на Кавказі. Трапляється на відкритих просторах, берегах річок, у напівпустелях і степах, в піщаній і вологому ґрунті.

## Опис
Дрібні мурашки, довжина робочих особин становить 2-3 мм. Забарвлення тіла робітників і самиць буро-чорне, але самці жовтувато-помаранчеві. Від близьких видів відрізняється такими ознаками як довший петіоль, відносно довге опушення черевця, великі очі. Фронтальні частки і лобова частина ззаду від лобових килей тонко поздовжньо мікроморщінисті. Фронтальні килі зазвичай злегка сходяться безпосередньо каудальніше рівня прикріплення вусиків. Дорсальная частина проподеума гладка, але з невеликими ямками і дуже тонкою мікрошерховатістю. Бічна частина мезосоми вблискуча, але дрібно сітчасто-зморшкувата. Верх стеблинки гладкий, з окремими фрагментами дуже тонких мікроретикулярних структур. Перший тергіт черевця голий. Проподеальні шипики добре розвинені, тупі. Вузол петіоля ширший за свою довжину. Постпетіолярний стерніт з переднемедіальною частиною значно опуклішою, ніж переднепарамедіальна частина; при погляді збоку ця переднемедіальна опуклість утворює невеликий тупий закруглений кут і переходить в хельціум з виразним кутом. Нижньощелепні і нижньогубні щупики складаються з 5 і 3 члеників відповідно. Перший тергіт черевця збільшений, блискучий. Стеблинка між грудкою і черевцем складається з двох члеників: петіолюса і постпетіолюса (останній чітко відділений від черевця), жало розвинене, лялечки голі (без кокона). Самці ергатоїдні.

## Мурашник
Мурашник облаштовує у землі або під камінням. Спостереження під Франції показали, що щільність мурашників досягала п'яти гнізд на квадратний метр. У них було в середньому 70 робочих (від 2 до 318), 46 маток (від 0 до 413) і 3 самців (від 0 до 19). Розкопки цих 145 колоній виявили присутність великої кількості самиць і самців в одній камері недалеко від входу в гніздо, всього на кілька сантиметрів нижче поверхні. Подальші розкопки по вертикалі на глибину 1-2 м і діаметром близько 40 см навколо входу в гніздо виявили безліч взаємопов'язаних камер гнізда, в яких знаходилися в основному робітники, виводок і одна постійна матка, але тільки декілька статевих особин .

### Біологія
Сім'ї моногінні, включають одну матку і до 500 робочих мурашок. Парування самиць і самців відбувається всередині мурашника. Як і інші близькі види всеїдний, вважає за краще невеликих комах і солодкі виділення. При заготівлі часто використовується тандемний біг. Влітку робочі поодинці збирають їжу з 8 до 13 години і знову між 16:00 і 21:00. У робочих відсутні яєчники і тому вони не можуть відкладати навіть незапліднені яйця. Микросателітні маркери ергатоїдних самців є дінуклеотид-повторами з 4-16 алелями, а спостережувана гетерозиготність коливається від 0,244 до 0,720 .

### Розмноження
У 2021 році було виявлено явище порівнянне зі сватанням людей: молодих крилатих самиць робочі переносили в чужі неспоріднені гнізда (фактично до безкрилих самців). В ході польових спостережень виявлено участь робітників в знаходженні статевих партнерів, в результаті чого третя сторона — сиблінги (сестри робочі) — сприяють аутбридингу своїх сестер (маток). Робочі мурахи Cardiocondyla elegans переносять молодих крилатих самиць зі свого рідного гнізда на декілька метрів (максимально до 14,8 м) і кидають їх у вхід в гніздо іншої, не пов'язаної з ними колонії, щоб сприяти спаровуванню і аутбридингу з безкрилими малорухомими самцями. Ці молоді матки зимують в гніздах неспоріднених колоній, а навесні розходяться пішки, щоб заснувати власні колонії. Робітники вибирають певні колонії-реципієнти, в які вони переносять численних статевозрілих особин жіночої статі .